# Golgo 13: Top Secret Episode
Golgo 13: Top Secret Episode es un videojuego para nintendo entertainment system, lanzado en 1988. En este juego, basado en el popular manga japonés, el jugador toma el rol de Golgo 13, (también conocido como Duke Togo), un asesino cuyo objetivo es destruir el líder del grupo Drek. En el camino, Golgo 13 debe pasar a través de varias áreas difíciles, incluido el sector oriental de Berlín, Atenas, y la Isla Alexander, frente a las costas de la Antártida. Es necesario para ganar el juego, que se pase por diversos laberintos, estos laberintos dieron pie a la existencia de gran cantidad de jugadores frustrados por no poder descifrarlos. El manual de instrucciones contiene mapas de los laberintos. 

## Trama
En lo alto de Nueva York un helicóptero explota, a bordo de la nave estaba la última arma biológica que había sido desarrollada en secreto por la CIA (agencia central de inteligencia, por sus siglas en inglés. Una vacuna y unos planos han sido robados y se encuentran con los restos del helicóptero. Quien disparó fue un francotirador experto, armado con un M16. La CIA concluye que solo se pudo tratar de Golgo 13, un oficial que sirve de enlace en la CIA para la KGB (los servicios secretos soviéticos). Bajo estas circunstancias, el incidente del helicóptero de la CIA y que se desconoce el paradero de la vacuna Cassandra-G, un representante de la organización secreta internacional FIXER, transmite un mensaje, FIXER cree que el asunto es trabajo de los restos del imperio DREK y no de Golgo 13. Tras el envío del mensaje, el representante desaparece. La situación se vuelve más y más misteriosa. Un hombre, quien se llama a sí mismo el cóndor, acuerda ayudar a FIXER. En el este de Berlín, porque cóndor ha recibido alguna información sobre Cassandra-G, la CIA, KGB e incluso DREK, ponen en peligro su vida. A solicitud de FIXER, Golgo 13 entra en acción. Él tendrá que obtener información de la vacuna de cóndor y eliminar al líder del grupo DREK.

## La censura de Nintendo
El grupo DREK, es lo menos conocido en el lanzamiento del juego en Estados Unidos, ya que el "imperio" DREK es en realidad el régimen nazi resucitado. Nintendo eliminó todas las referencias nazis. El último jefe, Smirk, se supone que es un robot versión de Adolf Hitler. Aunque Nintendo de América ha intentó eliminar todas las referencias nazis, algunas escaparon a la censurara. Por ejemplo, un archivo recuperado por Togo durante una base en la infiltración en Grecia mantiene una esvástica, misma que es visible en el inventario del jugador. Cabe señalar que Nintendo insistió en aclarar que la profesión de golgo es espía en vez de asesino como se ha pensado popularmente.

## Contenido sexual, violencia y tabaco
Golgo 13, es uno de los primeros juegos para Nintendo en donde se traten temas de sexo, drogas y violencia gráfica, un inusual contenido, porque hasta ese momento, Nintendo de América tenía estrictas directrices de contenido, evitando la publicación de este tipo de material en sus plataformas. A pesar de que la representación en bastante limitada por la tecnología de 8 bits de la NES, el contenido es leve en comparación con los modernos juegos de video, y no fue controvertido en el momento de su publicación. En los niveles del juego, así como en una misión de modo de francotirador, en el Este de Berlín, los enemigos son vistos brevemente sangrado de la cabeza cuando fueron asesinados. Si bien la representación es bastante parca debido a la limitada tecnología, en la mayoría de los juegos de Nintendo en ese momento no figuraba sangre. En el comienzo de la misión en Grecia, si el jugador camina a la derecha varios pasos y luego camina de vuelta al comienzo del nivel, un paquete de cigarrillos se ve sobre el terreno. Golgo 13 es visto fumar y mientras se consumen los cigarrillos su salud se restablece. A lo largo de su larga misión, Golgo 13 tiene encuentros con muchas mujeres que no sólo ofrecen información de inteligencia, sino también a sí mismas. La representación real de consumación sexual toma la forma de dos siluetas en un breve encuentro visto desde un lejano ángulo a través de la ventana de un hotel. En un extraño giro cómico, la energía de golgo 13 se restablece a la mañana siguiente del encuentro sexual. 

## Protagonistas
- Duke Togo (Golgo-13) - Acostumbra usar un M16 con regularidad, un francotirador con 100% de precisión. Sus detalles están rodeados de misterio. Arrastrado a la escena cuando un helicóptero de la CIA explota en el aire, se compromete a resolver todo el misterio que se le solicite.
- Cherry Grace - Despachada por FIXER, ella es asignada para ayudar a Golgo-13.
- Cóndor - Debido a que él ha adquirido información sobre Cassandra-G, la CIA, la KGB, y DREK están detrás de él.
- Oz Windham Él es un investigador de FIXER cuyo paradero se desconoce actualmente ya que es prisionero del grupo DREK en una base subterránea en algún lugar del este de Berlín.

## Misiones
El juego consiste en trece misiones (con nombres de películas), que son las siguientes: 
- 1 - The Iron Curtain (La cortina de hierro)
- 2 - The Moving Target (El blanco móvil)
- 3 - River of No Return (El río sin retorno)
- 4 - A Farewell to Arms (Adiós a las armas)
- 5 - Spartacus (Espartaco)
- 6 - The Third Man (El tercer hombre)
- 7 - Sleeping Beauty (La bella dumiente)
- 8 - All About Eve (Todo sobre Eva)
- 9 - Apocalypse Now (Apocalipsis ahora)
- 10 - From Here to Eternity (De aquí a la eternidad)
- 11 - The Godfather (El padrino)
- 12 - In the Twilight (En el crepúsculo)
- 13 - And There Were None (Y no había ninguno)